# Adrienne Houghton
Adrienne Bailon-Houghton (née Adrienne Eliza Bailon, le 24 octobre 1983 à New York) est une actrice, auteure-compositrice-interprète, danseuse, personnalité de la téléréalité et animatrice de télévision américaine. Elle est surtout connue pour avoir été la chanteuse principale des deux girl groups américains : 3LW (1999-2007) et The Cheetah Girls (2003-2008).
Outre sa carrière de chanteuse, Adrienne se lance dans la comédie à l'âge de 19 ans, en tournant dans le téléfilm original de Disney Channel, Les Cheetah Girls. Par la suite, elle a tourné dans les films : Coach Carter (2005), Au-delà des limites (2006), Les Cheetah Girls 2 (2006), et Les Cheetah Girls : Un monde unique (2008). Après les Cheetah Girls, Adrienne a signé un contrat avec le label Island Def Jam Music Group et s'apprêtait à sortir son premier album solo, mais elle a refusé car elle avait peur d'échouer et elle n'aimait pas sa voix,.
Depuis juillet 2013, Adrienne co-anime le talk show américain, The Real, avec Tamera Mowry, Jeannie Mai, Tamar Braxton (2013-2016) et Loni Love.
En 2017, elle publie son premier album solo New Tradiciones, sous son nom marital Adrienne Houghton, qui atteint la première place du classement US Latino sur iTunes.

## Biographie

### Enfance et débuts

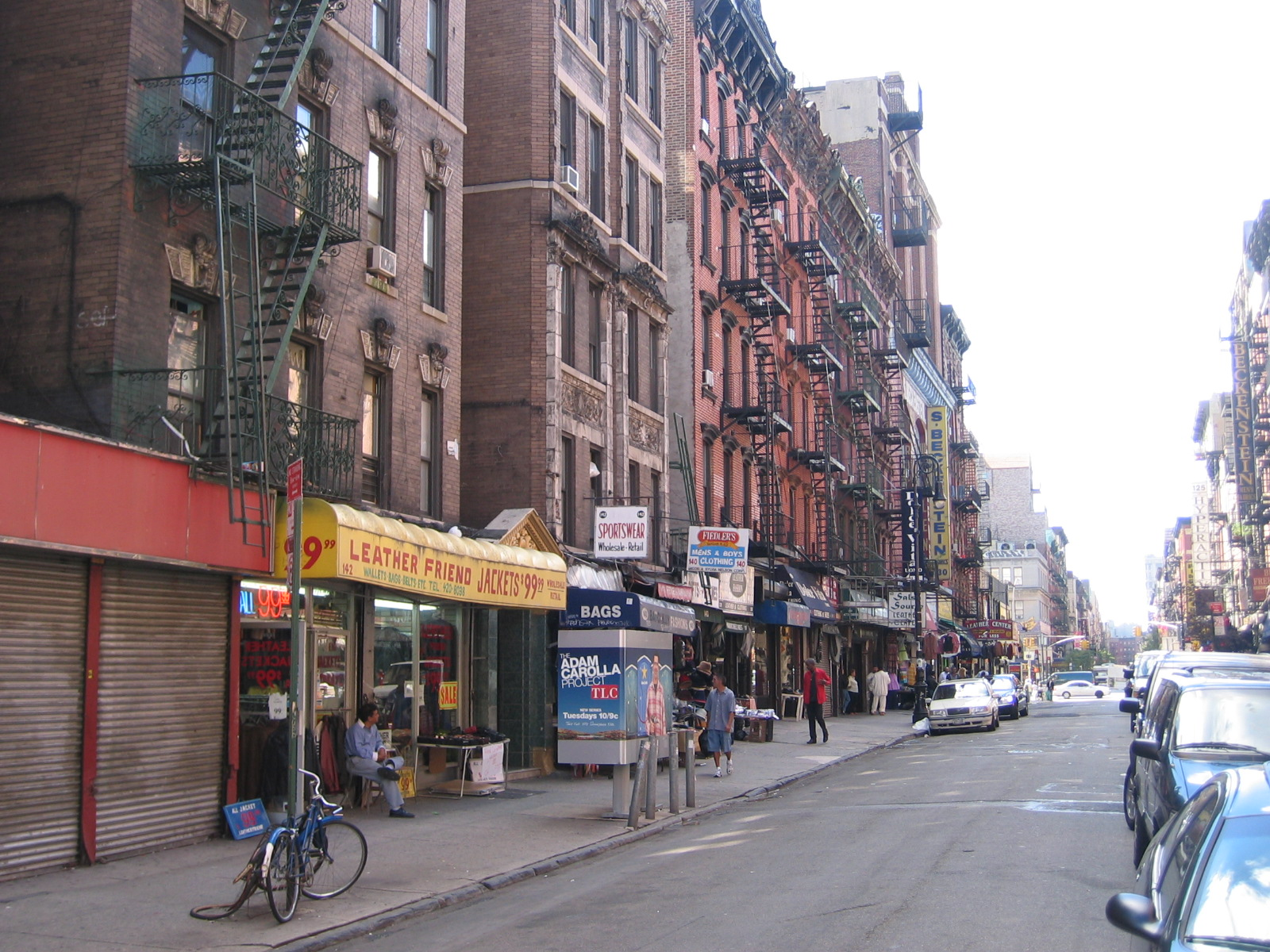
Le quartier Lower East Side, à Manhattan, dans lequel Adrienne a grandi.

Adrienne Eliza Bailon naît à New York d'une mère portoricaine, prénommée Nilda Alicea-Felix (née le 9 avril 1953), et d'un père équatorien, prénommé Freddie Bailon (né le 4 juillet 1941). Elle a grandi dans le Lower East Side, un quartier de Manhattan. Elle a une sœur aînée, Claudette Bailon (née le 3 octobre 1980). Ses parents ont divorcé lorsqu'elle avait 13 ans et, l'année suivante, sa mère s'est remariée à Joe Felix. Elle a étudié au lycée, High School for Health Professions and Human Services, et se prédestinait à travailler dans la médecine : « Plus jeune, je voulais devenir obstétricienne ! Je voulais vraiment mettre un enfant au monde… ». Adrienne s'est fait repérer par le chanteur et acteur portoricain, Ricky Martin, durant une prestation à l'église en octobre 1999. Ricky Martin a sélectionné l'adolescente de 16 ans pour qu'elle soit la chanteuse de fond, avec trois autres chanteuses, sur sa tournée "Livin' la Vida Loca Tour",. Peu après, Adrienne rencontre un producteur de musique au Beth Israel Medical Center, qui lui propose alors de devenir membre du groupe de hip-hop 3LW : « Je suis originaire de New York, je ne viens pas d'Hollywood, donc ça me semblait irréaliste. Je chantais dans des églises, je faisais du théâtre à l'école, alors quand j'ai eu cette opportunité, j'étais prête ! ».
Le girl group signe ensuite un contrat avec la maison de disques, Epic Records. Les chanteuses, Kiely Williams et Naturi Naughton, faisaient partie du groupe et elles ont commencé à travailler sur leur premier album en fin d'année 1999. Leur premier single, No More (Baby, I'ma Do Right), est sorti en octobre 2000 et a eu beaucoup de succès dans les charts. Leur premier album, intitulé 3LW, est sorti en décembre 2000 et a été certifié platine par la Recording Industry Association of America, après s'être vendu à plus de 1,3 million d'exemplaires.
Durant l'été 2001, le groupe part en tournée pour l'émission, Total Request Live, avec les Destiny's Child, Dream, Nelly, Eve et Jessica Simpson. Cette même année, elles ont chanté pour la chanson caritative, What More Can I Give - qui retrace les attentats du 11 septembre 2001, aux côtés de nombreux artistes dont : Michael Jackson, Mariah Carey, Céline Dion, Beyoncé Knowles, Usher, ou encore Luther Vandross. En fin d'année 2001, elles ont collaboré avec Nick Cannon et Lil' Romeo sur la chanson, Parents Just Don't Understand, pour le film Jimmy Neutron, un garçon génial.
En 2002, le girl group travaille sur leur deuxième album studio, intitulé Same Game, Different Rules. Cependant, leur maison de disques a estimé que le premier single, Uh Oh, n'était pas assez commercial pour marcher. Les chansons de leur deuxième album ont été divulguées sur Internet, sous format MP3, et leur maison de disques envisageait de rompre leur contrat. Grâce à une pétition de la part des fans du girl group, baptisée Never Let Go of 3LW, Epic Records accepte de garder les filles mais annule la sortie de leur deuxième album. Dans l'été 2002, les 3LW reviennent avec le single, I Do (Wanna Get Close To You) - produit par Sean Combs et en featuring avec le rappeur, Loon. En août 2002, le groupe devait sortir leur deuxième album, intitulé A Girl Can Mack, mais a été repoussé à la suite du départ précipité de Naturi Naughton - due à de sérieuses tensions dans le groupe entre Naturi et les deux autres membres, Kiely Williams et Adrienne. Peu après son départ, Naturi a publiquement déclaré qu'elle ne s'entendait plus du tout avec Adrienne et Kiely Williams, et qu'elle a décidé de quitter le groupe après une violente altercation entre les trois jeunes femmes en août 2002, en Caroline du Sud ; selon Naturi, on l'aurait forcé à quitter le groupe, à la suite de cette altercation.

### Cheetah Girls, 3LW et comédie (2003-2008)

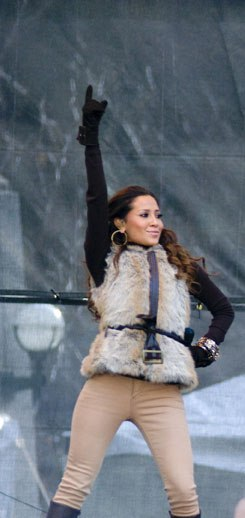
Adrienne Houghton en concert en novembre 2008.

Malgré le départ de Naturi Naughton, Adrienne et Kiely Williams poursuivent leur carrière en tant que 3LW, mais les médias les appellent désormais « 2LW ». Selon le magazine Sister 2 Sister en octobre 2002, Adrienne et Kiely reçoivent des menaces de mort, et engagent de nombreux gardes du corps. Le départ de Naturi affecte, gravement, le groupe et les ventes des albums et singles. En 2003, le label Epic Records organise des auditions, et recrute Jessica Benson pour remplacer Naturi. Peu après, le groupe commence à se produire pour Live! with Kelly and Michael, et Soul Train. À l'automne 2003, le groupe rompt leur contrat avec Epic Records, et signe un contrat avec So So Def Recordings. Dès lors, elles commencent à travailler sur leur quatrième album.
Durant l'enregistrement de leur quatrième album, Adrienne et Kiely auditionnent pour le téléfilm original de Disney Channel, Les Cheetah Girls. Le film raconte l'histoire de quatre meilleures amies : Chanel (interprétée par Adrienne), Aquanette (interprétée par Kiely), Galleria (interprétée par Raven-Symoné) et Dorinda (interprétée par Sabrina Bryan), qui forment le groupe "The Cheetah Girls" et qui souhaitent percer dans la musique. Le film est sorti en août 2003 et a eu beaucoup de succès. La bande originale du film a été classée à la 33e place du Billboard 200, et a été certifiée double platine par la Recording Industry Association of America. Entre 2003 et 2004, elle joue dans quatre épisodes de la sitcom, Phénomène Raven, où Raven-Symoné tenait le rôle principal. En 2005, elle joue le rôle de Dominique dans son premier film au cinéma, Coach Carter. Due au succès des Cheetah Girls, le label Walt Disney Records décide de vraiment fonder le groupe The Cheetah Girls avec Adrienne, Kiely, et Sabrina. Raven-Symoné refuse de faire partie du groupe, afin de se concentrer sur sa carrière musicale en solo et sur sa série, Phénomène Raven. Très vite, The Cheetah Girls commencent à travailler sur leur premier album, intitulé Cheetah-licious Christmas - qui est sorti en octobre 2005. Peu après, le groupe rompt leur contrat avec Walt Disney Records, et signe un contrat avec Hollywood Records en 2006. Cette même année, Adrienne joue le rôle principal dans le téléfilm dramatique, Au-delà des limites, aux côtés de Ciara.
En 2006, trois ans après la sortie des Cheetah Girls, Adrienne reprend son rôle dans la suite, Les Cheetah Girls 2. Bien qu'elle ne fasse pas partie du groupe, Raven-Symoné a accepté de reprendre son rôle dans le deuxième film. Le film a été diffusé sur Disney Channel le 25 août 2006 et a réuni plus de 8,1 millions de téléspectateurs ; le téléfilm devient alors le film le plus regardé sur Disney Channel, devant High School Musical. La bande originale du film est sorti le 15 août 2006, et a été classée à la 5e place du Billboard 200, puis a été certifié platine à la fin de l'année. En janvier 2006, The Cheetah Girls commencent à travailler sur leur deuxième album ; leur single, Strut, a été classé à la 53e place du Billboard Hot 100. Leur deuxième album, intitulé TCG, est sorti en septembre 2007 et le single, Fuego, est entré dans le classement Hot Dance Club Songs.
Bien qu'Adrienne et Kiely faisaient partie des Cheetah Girls, elles faisaient également partie des 3LW. Leur quatrième album, intitulé Point of No Return, devait sortir en 2006 mais, due à leur travail avec Disney Channel, la sortie est repoussée à 2007,. Finalement, leur quatrième album n'est jamais sorti. En début d'année 2007, Adrienne révèle lors d'une interview, que le groupe 3LW fait une pause mais, en 2008, elle annonce que le groupe se sépare définitivement. Cependant, elles continuent leur carrière avec les Cheetah Girls.
En 2008, Disney Channel annonce que le troisième film des Cheetah Girls était en préparation. Le film est tourné à Bollywood. Cependant, Raven-Symoné a confirmé qu'elle ne jouerait pas dans le film, due à sa carrière musicale et le tournage du film Papa, la fac et moi. Le film, Les Cheetah Girls : Un monde unique, est diffusé le 22 août 2008 sur Disney Channel et réunit plus de 7 millions de téléspectateurs. Contrairement aux deux premiers films, le troisième film réunti moins d'audience. Pour la bande originale du film, Adrienne enregistre deux chansons en solo, What If et Stand Up. En novembre 2008, Kiely Williams a confirmé dans une interview que les Cheetah Girls se sont séparées.

### Carrière musicale etEmpire Girls(2009-2012)
À la suite de la séparation des Cheetah Girls, Adrienne signe un contrat avec le label Island Def Jam Music Group, et commence à travailler sur son premier album solo,. En 2009, elle sort deux chansons - qui ne sont pas des singles : Uncontrollable et Big Spender, mais qui faisaient partie de la bande originale du film, Confessions d'une accro du shopping. Cette même année, elle a chanté en featuring avec Ghostface Killah sur la chanson, I'll Be That, pour le huitième album de celui-ci, Ghostdini: Wizard of Poetry in Emerald City.
En août 2007, Adrienne commence à fréquenter Robert Kardashian Jr, le jeune frère de Kim Kardashian. À la suite de leur relation, Adrienne apparaissait souvent dans leur émission de téléréalité, L'Incroyable Famille Kardashian. Le couple se sépare en mai 2009. Alors que la raison de leur rupture est longtemps restée secrète, il a plus tard été révélé que les infidélités de Robert Kardashian sont la cause de leur séparation,. En 2013, Adrienne révèle dans le talk show, The Real, qu'elle a demandé aux Kardashian de ne pas parler de leur séparation dans L'Incroyable Famille Kardashian mais, dans un épisode, Robert a lu à voix haute un e-mail d'Adrienne et a parlé de leur rupture contre l'accord de celle-ci. En 2012, Adrienne annonce qu'elle ferait partie de l'émission de téléréalité, Empire Girls : Juliasse and Adrienne, qui suit le quotidien des deux meilleures amies. L'émission a été diffusée pour la première fois le 3 juin 2012, et a eu du succès. Adrienne est également apparue dans le clip, Give Me Everything, du rappeur Pitbull.
Le 1er novembre 2012, Adrienne co-présente le The Pepsi Pre-show Live, avec Jesse Giddings et Jim Cantiello. Cette même année, elle rompt son contrat avec son label discographique Island Def Jam Music Group.

### I'm in Love With a Church Girlet autres (depuis 2013)
En février 2013, Adrienne joue dans le téléfilm, The Coalition. Par la suite, en avril 2013, elle joue dans le téléfilm musical de ABC Family, Chante, danse, aime, aux côtés de Drew Seeley, Chelsea Kane et Sara Paxton. Pour le film, Adrienne enregistre une nouvelle version de la célèbre chanson Like a Virgin, avec Chelsea Kane et Sara Paxton. En octobre 2013, elle a joué le rôle principal dans le drame, I'm in Love With a Church Girl, qui a eu énormément de succès.
Le 15 juillet 2013, Adrienne commence à co-animer le talk show américain, The Real, avec Tamera Mowry, Jeannie Mai, Tamar Braxton et Loni Love. Pendant quatre semaines, le talk show est diffusé à l'essai sur la chaîne Fox Television Stations. Due à son succès, le talk show est officiellement renouvelée pour une saison complète, pour l'automne 2014. Depuis le 15 septembre 2014, l'émission est diffusée tous les jours sur la chaîne Fox Television Stations. En octobre 2015, le talk show a été renouvelé pour deux autres saisons, c'est-à-dire jusqu'à juin 2018,. En mai 2016, Tamar Braxton, l'une des co-animatrices, s'est fait virer par la production.
Le 15 décembre 2015, elle apparaît en tant qu'invitée dans le dixième épisode de la troisième saison de la série Being Mary Jane.
Le 17 novembre 2017, Bailon, qui s'appelle désormais Houghton à la suite de son mariage, sort son premier album solo New Tradiciones, un opus de Noël composé de chansons en anglais et en espagnol, qui atteint la première place du classement US Latino sur iTunes.
Le 4 avril 2018, elle obtient un petit rôle dans le 1er épisode de la seconde saison de la série Famous in Love. Le 17 avril 2018, elle lance une chaine youtube dans le domaine du savoir vivre intitulée All Things Adrienne, qui obtient beaucoup de succès.

## Vie personnelle
Adrienne a été en couple avec son premier amour, un dénommé Aaron Flores, de ses 14 ans jusqu'à ses 23 ans.  Dans l'été 2007, elle se met en couple avec Rob Kardashian, le jeune frère de Kim Kardashian. Ils se séparent deux ans plus tard, à cause des infidélités de son petit-ami.
En 2009, peu après sa séparation avec Rob Kardashian, elle entame une relation avec le producteur de musique Lenny Santiago (né le 16 avril 1974) - alors divorcé et père de famille. Très discrets, ce n'est qu'en 2014 qu'ils officialisent leur couple dans l'émission The Real. Ils se fiancent en décembre 2014, mais se séparent en juillet 2015 après six ans de vie commune et sept mois de fiançailles.
En février 2016, Adrienne officialise son couple avec Israel Houghton (né le 19 mai 1971), un musicien de douze son aîné ; elle est alors accusée d'avoir été la maîtresse d'Israel lorsque celui-ci était toujours marié à Meleasa - ce qu'Adrienne dément formellement en affirmant qu'Israel et Meleasa étaient déjà séparés et en procédure de divorce lorsqu'elle a commencé à le fréquenter,,. Après s’être fiancés le 12 août 2016 à Paris, ils se sont mariés le 11 novembre 2016 à Paris également. À la suite de son mariage avec Israel, Adrienne est devenue la belle-mère des quatre enfants de ce dernier ; Jordan (né en 1993), Mariah (née le 31 août 1996), Israel Junior (né le 17 septembre 2001) et Milan Lillie (née le 22 octobre 2003), tous issus du premier mariage d'Israel avec Meleasa Houghton (née le 1er mars 1964). Le 5 août 2022, Adrienne et Israel deviennent les parents d'un petit garçon, prénommé Ever James Bailon-Houghton, né avec l'aide d'une mère porteuse.

## Discographie

### Albums studio
- 2008 : Stand Up (pour la B.O. du film Les Cheetah Girls : Un monde unique)
- 2008 : What If (pour la B.O. du film Les Cheetah Girls : Un monde unique)
- 2009 : Big Spender (pour la B.O. du film Confessions d'une accro du shopping)
- 2009 : Uncontrollable (pour la B.O. du film Confessions d'une accro du shopping)

### En featuring
- No Me Digas Que No avec Xtreme
- I'll Be That avec Ghostface Killah
- Come With Me avec Daddy Yankee, Prince Royce et Elijah King
- Like a Virgin avec Chelsea Kane et Sara Paxton
- Everlasting Love avec Chelsea Kane, Sara Paxton et Drew Seeley
- Days Go By avec Duane Harden et Gilbere Forte
- Nadie Como Tú avec Aaron Moses, et Israel Houghton

### Collaborations
- 2017 : New Tradiciones

### Clips
- 2009 : Everything, Everyday, Everywhere de Fabolous
- 2011 : Give Me Everything de Pitbull
- 2013 : Sexy People (The Fiat Song) de Pitbull

## Filmographie

### Films
- 2003 : Cheetah Girls : Chanel Simmons
- 2005 : Coach Carter : Dominique
- 2005 : Taylor Made : Madison Santos
- 2005 : La Terre Sacrée des Bisons : Domino
- 2006 : Au-delà des limites : Gabby Espinoza
- 2006 : Les Cheetah Girls 2 : Chanel Simmons
- 2008 : Cuttin' da Mustard : Erma
- 2008 : Quatre filles et un jean 2 : Brève apparition
- 2008 : Les Cheetah Girls : Un monde unique : Chanel Simmons
- 2012 : The Coalition : Katalina Santiago
- 2013 : Chante, danse, aime : Noelle
- 2013 : I'm in Love With a Church Girl : Vanessa Leon
- 2015 : Chasing Yesterday[58]

### Télévision
- 2001 : Taina : Gia (1 épisode)
- 2003-2004 : Phénomène Raven : Alana Rivera (4 épisodes)
- 2007-2008 : Disney's Friends for Change Games : Elle-même
- 2008-2011 : L'Incroyable Famille Kardashian : Elle-même (13 épisodes)
- 2008 : La Vie de palace de Zack et Cody : Elle-même (avec les Cheetah Girls)
- 2008 : Studio DC: Almost Live : Elle-même (avec les Cheetah Girls)
- 2011 : Les Kardashian à New York : Elle-même (1 épisode)
- 2011 : Celebrity Nightmares Decoded : Elle-même (1 épisode)
- 2012 : Empire Girls : Juliasse and Adrienne : Elle-même
- 2013-présent : The Real : Elle-même / co-animatrice
- 2014 : Celebrities Undercover : Elle-même (1 épisode)
- 2014 : Nail'd It! : Elle-même / animatrice
- 2014 : I Love The 2000s : Elle-même
- 2015 : Being Mary Jane : Elle-même (1 épisode)
- 2018 : Famous in Love : Elle-même (1 épisode)
- 2019 : The Masked Singer : Elle-même en tant que le flamand rose

### Autres
- 2018 : All Things Adrienne (chaine youtube lifestyle)